# Pleopeltis macrocarpa
Pleopeltis macrocarpa är en stensöteväxtart som först beskrevs av Jean Baptiste Bory de Saint-Vincent och Carl Ludwig Willdenow, och fick sitt nu gällande namn av Georg Friedrich Kaulfuss. Pleopeltis macrocarpa ingår i släktet Pleopeltis och familjen Polypodiaceae. Inga underarter finns listade.